# Deine besten Jahre
Deine besten Jahre ist ein deutscher Film aus dem Jahre 1998. Regie führte Dominik Graf.

## Handlung
Vera Kemp ist mit Manfred verheiratet und interessiert sich für kunstgeschichtliche Fragen. Sie ist aber auch Miteigentümerin eines technischen Betriebs, den ihr Mann in eine Aktiengesellschaft umwandeln will. Da sie über keinerlei betriebswirtschaftliches Wissen verfügt, steht sie ihren unternehmerischen Verpflichtungen desinteressiert gegenüber. Als ihr Mann an Veras Geburtstag dringend ins Geschäft gerufen wird, besucht sie den Friedhof, auf dem ihre beiden in einem Unfall verunglückten Eltern begraben sind. Dort lauert ihr eine jüngere Frau auf, die sie damit konfrontiert, dass sie seit einem halben Jahr Manfreds Geliebte sei. Der Rest der Handlung wird von dieser für Vera unerwarteten und schockierenden Enthüllung bestimmt.
Statt ihren Mann mit dem, was sie über seine Untreue erfahren hat, zu konfrontieren, wünscht sie sich, nochmals ein Kind von ihm zu haben, und überredet ihn, mit ihr für eine Art nochmaliger Flitterwochen in das Luxusapartment eines Hotels in Meran zu fahren, in dem sie in jüngeren Jahren schon einmal waren. Währenddessen fährt der ältere Sohn des Ehepaars als Mitglied einer Eishockeymannschaft zu einem Spiel nach Innsbruck.
Nach einer Liebesnacht mit Vera in Meran erreicht Manfred in den frühen Morgenstunden die telefonische Nachricht, dass sein Sohn sich in Innsbruck nach der Niederlage seiner Eishockey-Mannschaft eingeschlossen habe. Manfred bricht auf, um den Sohn zu holen, verunglückt aber tödlich auf der Rückfahrt von Innsbruck nach Meran.
Nach dem Tod von Mann und Sohn verbringt Vera längere Zeit in einem psychiatrischen Sanatorium.
Als sie schließlich entlassen wird, steht sie vor der Herausforderung, den Betrieb alleine zu leiten. Mit ihrer Schwiegermutter kommt es zum Konflikt über die Zukunft der bis dahin von Manfred geleiteten Firma, in der Vera als Erbin ihres verunglückten Mannes Mehrheitseignerin (71 %) geworden ist. Vera fühlt sich den Plänen ihres verstorbenen Mannes verpflichtet und weigert sich, ihr Einverständnis zum Verkauf der Firma an einen holländischen Käufer zu geben.
Mit Hilfe eines Rechtsanwaltes gelingt es ihr aufzudecken, dass der Geschäftsführer der Firma eigene Interessen mit dem Verkauf der Firma an die Holländer verfolgt.
Unterstützung während ihrer persönlichen Krise bekommt Vera mehrfach von einem geschassten Mitarbeiter der Firma ihres Mannes, der überraschend in Meran auftaucht und der, obwohl er sich nach Mailand oder in die USA orientieren wollte, doch im Lande bleibt und für Vera in höchster Not erreichbar ist.
In einer rätselhaften Abschlussszene taucht Vera, nur in Unterwäsche, in den hauseigenen Pool, schafft es aber nicht, unter der Wasseroberfläche zu bleiben und sich zu ertränken. Als die Hausangestellte ihr vom Beckenrand eine helfende Hand entgegenstreckt, ergreift sie diese und lässt sich aus dem Pool herausziehen.
Der Titel des Films erfährt in der ganzen Handlung keine Erklärung.

## Kritik
„Eine zutiefst beunruhigende Geschichte mit Anleihen bei Hitchcocks Filmen, die ebenfalls eine einsame Frau in einer Extremsituation porträtieren, wird der Film getragen vom außergewöhnlichen Parforce-Ritt der Hauptdarstellerin. Gegen Ende gehen der Geschichte freilich die Einfälle aus, sodass trotz etlicher virtuoser Szenen ein fahriger, skizzenhafter Eindruck an der Grenze zum expressiven Manierismus bleibt.“